# ФК Хамарби
ФК Хамарби (швед. Hammarby Fotboll), шведски фудбалски клуб из Стокхолма.

## Историја
Фудбалски клуб Хамарби из Стокхолма је основан 1915. Стадион Теле2 арена капацитета 33.000 места налази се у Јоханесову, али је основан у суседној четврти Содермалм у центру Стокхолма, области коју клуб сматра својим средиштем.
Такмиче се у првом рангу такмичења Шведске, Хамарби се по резултатима налази на једанаестом месту у историји шведског првенства свих времена. Једном су освојили лигу, било је то 2001. године. Клуб се четири пута такмичио у финалу купа Шведске, освојивши први трофеј 2021.
Боје клуба су зелена и бела, што се види на његовом грбу. Између 1918. и 1978. године, међутим, клуб је играо у црно-жутим пругастим дресовима. Познат је по својим верним навијачима и по највећој просечној посећености у нордијским земљама. Највећи ривали су им АИК и Јургорден са којим игра на истом стадиону од 2013. године.

## Трофеји
- Прва лига: 1

2001.
- Куп: 1

2021.

## Хамарби у европским такмичењима
| Сезона  | Такмичење            | Коло        | Држава             | Клуб             | Домаћин        | Гост | Укупно          |
| ------- | -------------------- | ----------- | ------------------ | ---------------- | -------------- | ---- | --------------- |
| 1983/84 | Куп победника купова | 1. коло     | Албанија           | 17. новембар     | 4–0            | 1–2  | 5–2             |
| 1983/84 | Куп победника купова | 2. коло     | Финска             | Хака             | 1–1            | 1–2  | 2–3             |
| 1985/86 | Куп УЕФА             | 1. коло     | Бугарска           | Пирин            | 3–1            | 4–0  | 7–1             |
| 1985/86 | Куп УЕФА             | 2. коло     | Шкотска            | Сент Мирен       | 3–3            | 2–1  | 5–4             |
| 1985/86 | Куп УЕФА             | 3. коло     | Западна Немачка    | Келн             | 2–1            | 1–3  | 3–4             |
| 1999    | Интертото куп        | 2. коло     | Белорусија         | Гомељ            | 4–0            | 2–2  | 6–2             |
| 1999    | Интертото куп        | 3. коло     | Холандија          | Херенвен         | 0–2            | 0–2  | 0–4             |
| 2002/03 | Лига шампиона        | 2. коло кв. | Србија и Црна Гора | Партизан         | 1–1            | 0–4  | 1–5             |
| 2004/05 | Куп УЕФА             | 2. коло кв. | Исланд             | ИА               | 2–0            | 2–1  | 4–1             |
| 2004/05 | Куп УЕФА             | 1. коло     | Шпанија            | Виљареал         | 1–2            | 0–3  | 1–5             |
| 2007    | Интертото куп        | 1. коло     | Фарска Острва      | КИ Клаксвик      | 1–0            | 2–1  | 3–1             |
| 2007    | Интертото куп        | 2. коло     | Република Ирска    | Корк Сити        | 1–1            | 1–0  | 2–1             |
| 2007    | Интертото куп        | 3. коло     | Холандија          | Утрехт           | 0–0            | 1–1  | 1–1 (пгг)       |
| 2007/08 | Куп УЕФА             | 2. коло кв. | Норвешка           | Фредерикстад     | 2–1            | 1–1  | 3–2             |
| 2007/08 | Куп УЕФА             | 1. коло     | Португалија        | Брага            | 2–1            | 0–4  | 2–5             |
| 2020/21 | Лига Европе          | 1. коло кв. | Мађарска           | Пушкаш aкадемија | 3–0            | Н/Д  | Н/Д             |
| 2020/21 | Лига Европе          | 2. коло кв. | Пољска             | Лех Познањ       | 0–3            | Н/Д  | Н/Д             |
| 2021/22 | Лига конференције    | 2. коло кв. | Словенија          | Марибор          | 3–1            | 1−0  | 4–1             |
| 2021/22 | Лига конференције    | 3. коло кв. | Србија             | Чукарички        | 5−1            | 1–3  | 6−4             |
| 2021/22 | Лига конференције    | плеј-оф     | Швајцарска         | Базел            | 3–1 (п. с. н.) | 1–3  | 4–4 (3–4, пен.) |